# Pokémon Émeraude
Pokémon version Émeraude (ポケットモンスター　エメラルド, Poketto Monsutā Emerarudo) est un jeu vidéo complémentaire à Pokémon Rubis et Saphir, appartenant à la série de jeux Pokémon. Il est sorti sur GBA au Japon le 16 septembre 2004, le 30 avril 2005 en Amérique du Nord, le 9 juin 2005 en Australie et le 21 octobre 2005 en Europe, après Pokémon Rouge Feu et Vert Feuille.
Pokémon Émeraude est l'amélioration graphique de Pokémon Rubis et Saphir sur Game Boy Advance. Certaines espèces complémentaires aux autres versions, ainsi que quelques nouveautés comme la possibilité de capturer Groudon en même temps que Kyogre ou après la Ligue, d'avoir le choix entre Latias et Latios, l'animation des Pokémon au début du combat, ou encore l'ajout de la Zone de combat (Battle Frontier) ont été rajoutées au jeu initial. Le Pokémon mascotte du jeu est Rayquaza.
Le jeu reçoit un bon accueil de la part des critiques, et obtient 76,65 % sur le site GameRankings. Le jeu se vend bien avec un total de 6,41 millions d'unités vendues.